# Skizentrum St. Jakob in Defereggen

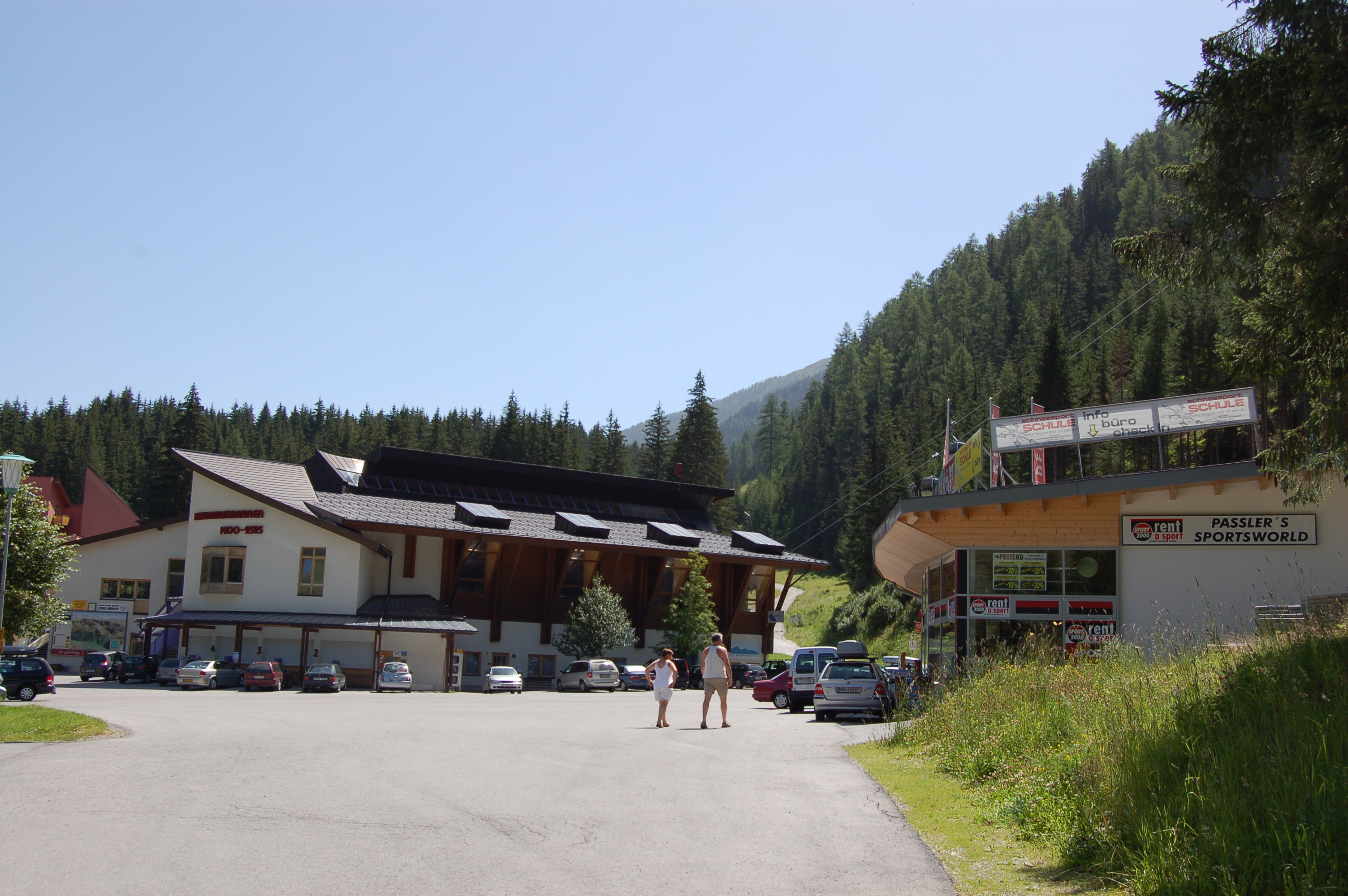
Talstation der Brunnalmbahn (2007)

Das Skizentrum St. Jakob in Defereggen, auch Skigebiet Brunnalm, ist ein Skigebiet in den Gemeinden St. Jakob in Defereggen und St. Veit in Defereggen im Bezirk Lienz (Osttirol). Das Skigebiet wurde in den 1960er Jahren gegründet und umfasst rund 24 Pistenkilometer. Es ist im Besitz der Schultz Gruppe.

## Geographie
Das Skigebiet liegt an der Nordseite der Villgratner Berge zwischen dem Talboden des Defereggentals im Norden und dem Großen Lepleskofel im Süden. Das Skigebiet beginnt dabei südlich der Ortschaften Lacken und Leonhard sowie Freistritz (Fraktionen Außerrotte und Feistritz). Nach Süden reicht das Skigebiet bis knapp unter den Großen Lepleskofel und wird im Westen im Wesentlichen durch den Südwestkamm des Moserbergs und den Bruggeralmbach sowie im Osten durch den Südwestkamm des Kleinen Lepleskofel begrenzt.

## Geschichte
Josef Jesacher plante bereits in der Zwischenkriegszeit eine Seilbahn in das Gebiet der Brunnalm, die ihren Beginn neben seinem Wirtshaus in St. Leonhard hätte haben sollen. Auf Grund der Weltwirtschaftskrise, dem Ausbruch des Krieges und dem Unverständnis der Bevölkerung gegenüber dem Projekt kam die Verwirklichung der Seilbahn jedoch nie über die Errichtung der Seilbahnstützen hinaus. Erst die Initiative von Erich Heinzle führte im Jahr 1965 zur Verwirklichung des Skisportgebiets. Im Jahr 2010 wurde für Beschneiungszwecke der Speicherteich Ochsenlacke errichtet. 2019 folgte dort die Eröffnung eines Abenteuerspielplatzes.

## Liftanlagen
Das Skigebiet St. Jakob umfasst sieben Liftanlagen. Im Tal befinden sich mit dem Feistritzlift (723 Meter lang) und dem St. Leonhardlift (680 Meter lang) zwei Schlepplifte sowie ein 150 Meter langer Übungslift (Tellerlift). Zudem liegt im Bereich der Ortschaft Lacken die Talstation der Brunnalm Gondelbahn, die vom Tal in 1.400 Metern Höhe auf die Mittelstation des Skigebiets in 2.050 Metern führt. Die Brunnalm Gondelbahn erstreckt sich über eine Länge von 1,6 Kilometer. Von der Mittelstation erstreckt sich bis knapp unter den Speicherteich Ochsenlacke die Mooserberg 3er Sesselbahn mit einer Länge von 1,15 Kilometer. Etwas westlich davon liegt zudem die Weißspitzbahn, eine 6er Sesselbahn mit 1,8 Kilometern Länge. Zuletzt wurde die am weitesten südöstlich gelegene 6er Sesselbahn Leppleskofel eröffnet. Diese führt bis in eine Höhe von 2.683 Metern.